# Moerman
Moerman is een Nederlandse achternaam . Moer was de naam voor een moeras waar turf werd geoogst. Een moerman had kunnen verwijzen naar een handelaar of een persoon die in de regio van zo'n turfrooier woont.
Mensen met deze achternaam:
- Adrien Moerman (1988), Franse basketballer
- Cornelis Moerman (1893–1988), Nederlandse arts
  - Moermantherapie, een dieet waarvan Cornelis Moerman beweerde dat het een behandeling tegen kanker was
- Daniel Moerman (1941), Amerikaanse antropoloog
- Ernst Moerman (1897–1944), Belgische schrijver en filmregisseur
- Fientje Moerman (1958), Belgisch Vlaams politica
- Francis-Alfred Moerman (1936–2010), in België geboren Franse zigeunerjazzgitarist
- Gerben Moerman (1959), Nederlandse socioloog
- Jan Moerman (1850–1896), Belgisch kunstschilder
- Jean-Paul Moerman (1952), Belgisch, Waals politicus